# جيف جاك
جيف جاك هو لاعب هوكي الجليد كندي، ولد في 4 أبريل 1953.

## وصلات خارجية
- جيف جاك على موقع EliteProspects.com (الإنجليزية)
- جيف جاك على موقع HockeyDB.com (الإنجليزية)
- جيف جاك على موقع Hockey-Reference.com (الإنجليزية)